# Leioproctus bimaculatus
Leioproctus bimaculatus är en biart som först beskrevs av Smith 1879.  Leioproctus bimaculatus ingår i släktet Leioproctus och familjen korttungebin. Inga underarter finns listade i Catalogue of Life.

## Bildgalleri

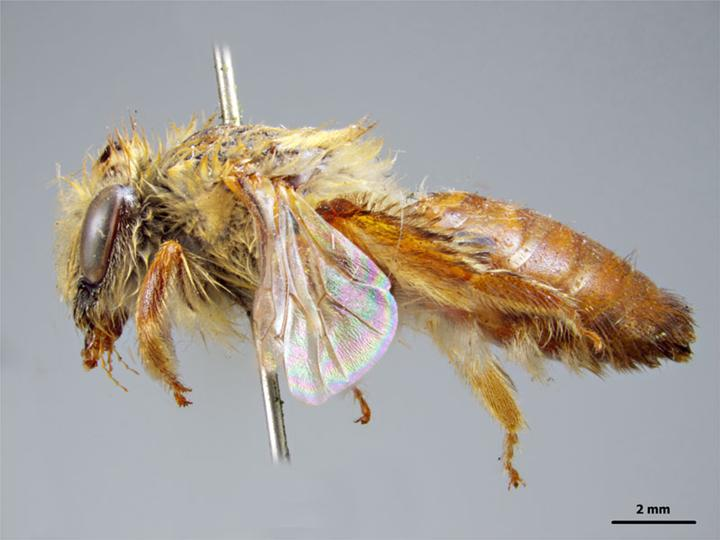
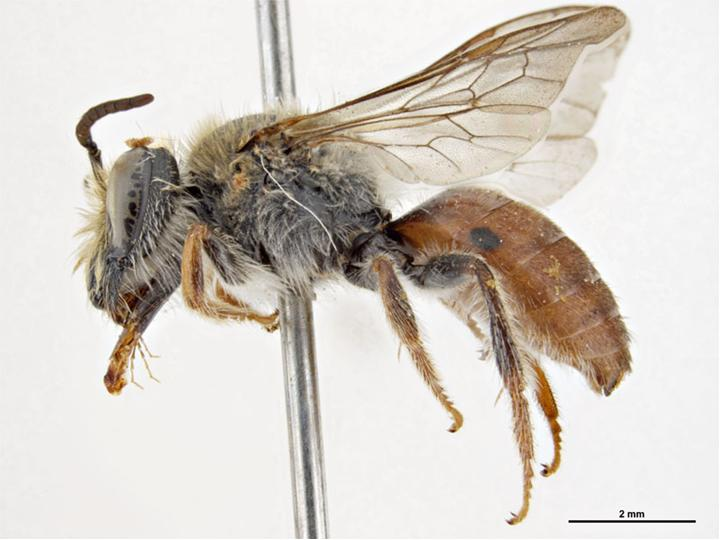